# Auguste Mariette

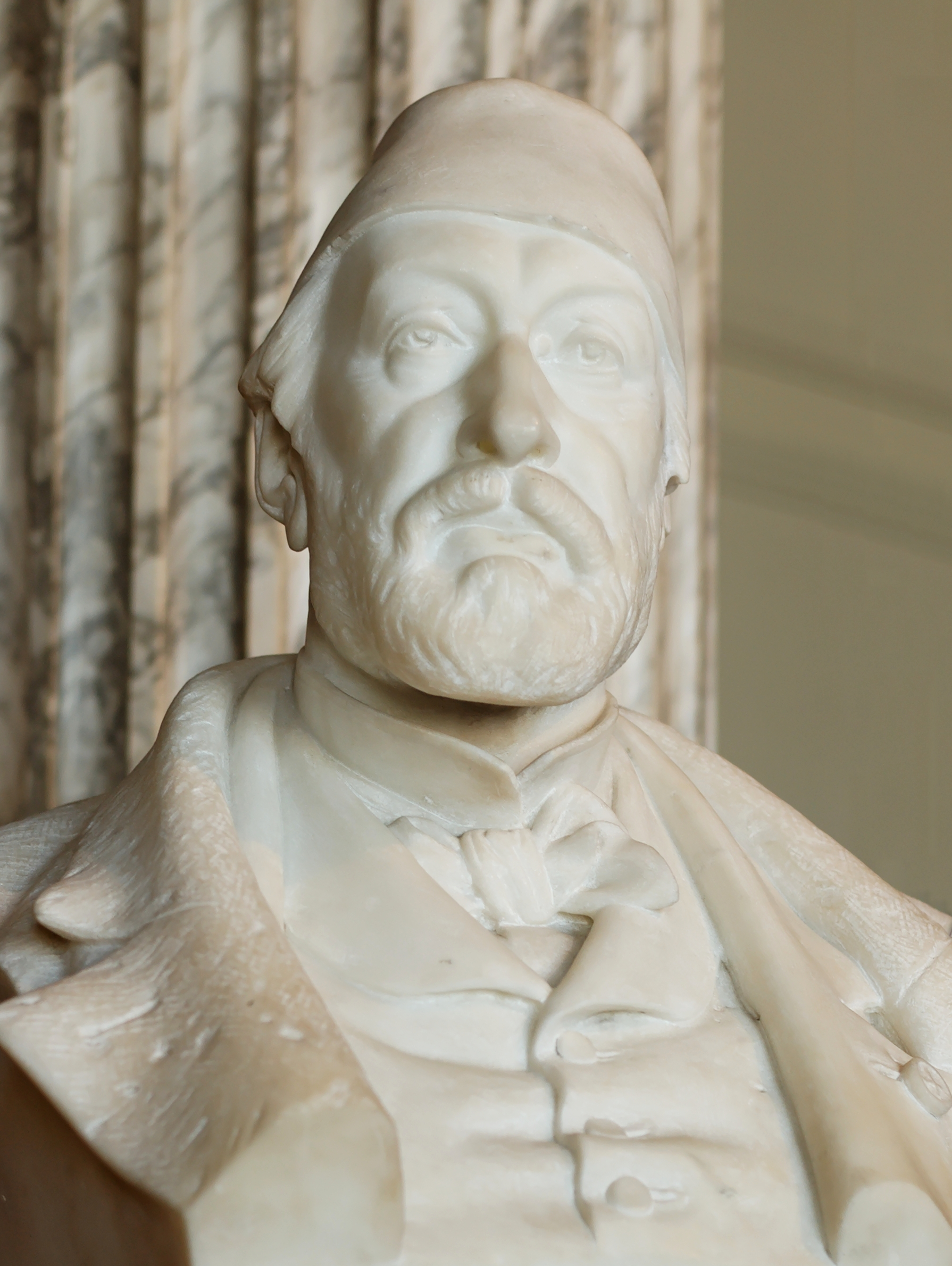
Auguste Mariettes byst i Louvren.

François Auguste Ferdinand Mariette, född den 11 februari 1821 i Boulogne-sur-mer, död den 18 januari 1881 i Bulak, var en fransk egyptolog och fornforskare.
Mariette tjänstgjorde 1841–1848 som lärare vid Boulognes skola, samtidigt sysslande med smärre litterära och vetenskapliga företag. De senare, som i början berörde den klassiska arkeologin, fick snart egyptologin till mål. En med inskrifter smyckad mumiekista, som fanns utställd i Boulognes rådhus, fängslade tillfälligtvis Mariettes uppmärksamhet och förde honom till undersökningar, som hade till följd, att han beslöt på allvar ägna sig åt studiet av den egyptiska forntiden.
År 1848 kom han till Paris och antogs där inom kort till tjänsteman vid Louvrens egyptiska fornsakssamling. År 1850 anlände Mariette till Alexandria med statsunderstöd i ändamål att i de egyptiska klostren studera och om möjligt förvärva koptiska och syriska handskrifter. Underhandlingarna därom drog ut på tiden, vilket medförde att Mariette, hellre än att vara sysslolös, nyttjade sin tvungna vistelse i Kairo till att studera omgivningarna av denna stad.
Besöken i det gamla Memfis nekropol, som var förenade med grävningar, ledde honom till en upptäckt, som blev av den största betydelse såväl för hans egen framtid som för egyptologin. Han lyckades nämligen återfinna det av Strabon beskrivna Serapeum vid Memfis, och nu blev det inte längre fråga om att fullfölja missionens ursprungliga ändamål. Kostnaderna för den storartade utgrävningen av Serapeum bestreds i väsentlig mån av franska staten, och i slutet av 1852 var Serapeum fullständigt undersökt.

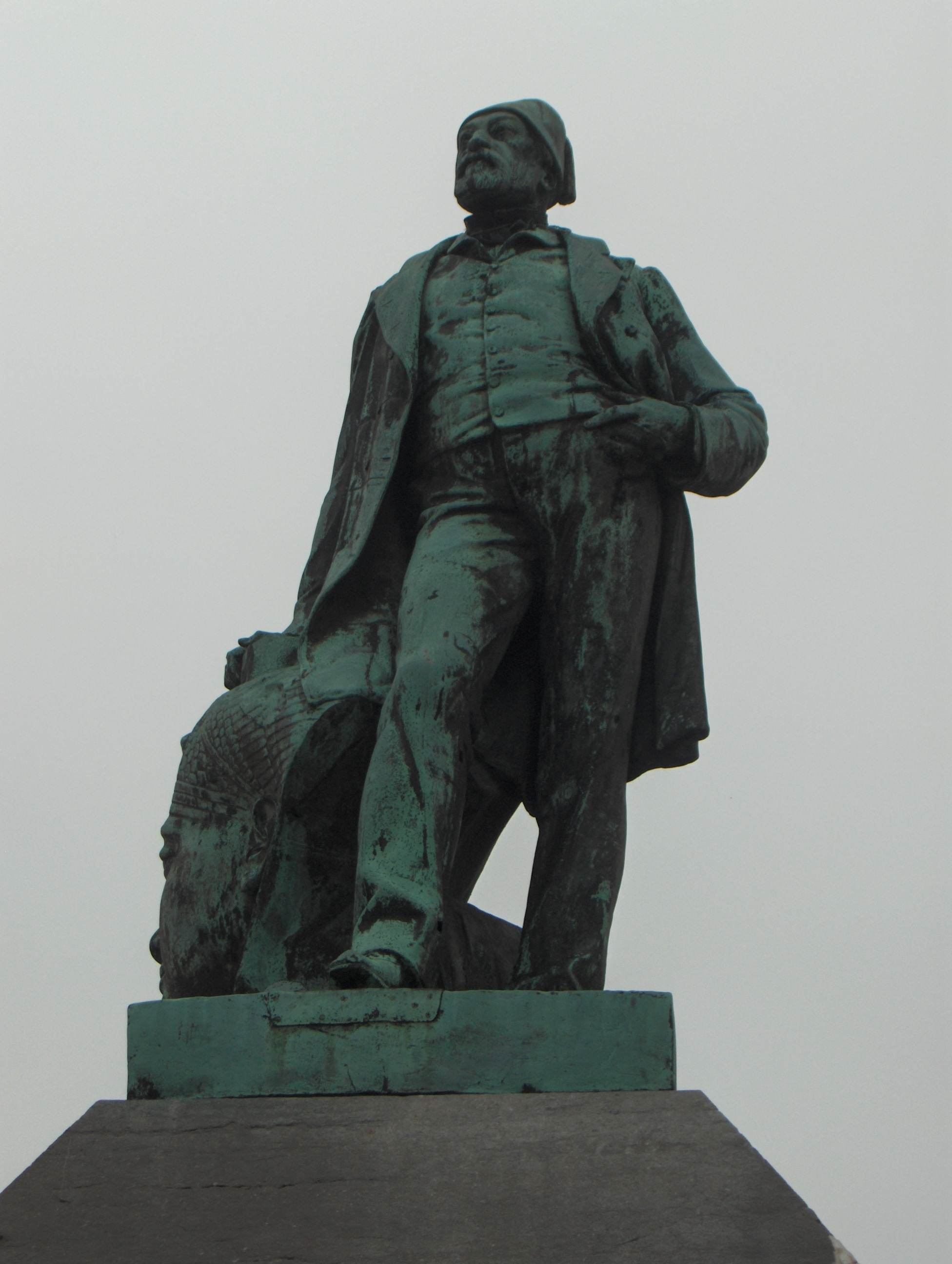
Auguste Mariettes staty i Boulogne-sur-Mer.

År 1853 upptäckte Mariette (med understöd av hertig de Luynes) sfinxens vid Gise gamla tempel. Åren 1854–1858 var han som "conservateur adjoint" vid Louvren sysselsatt med att ordna den väldiga fornsakssamling, vilken som en frukt av hans grävningar kommit franska nationalgalleriet till godo. År 1858 begav han sig åter till Egypten, dit Frankrikes vän Said pascha kallat honom.
Åt Mariette anförtroddes högsta ledningen och anordningen av de storartade grävningar, som denne furste önskade låta verkställa över hela Egypten. Planen till ett museum, ämnat till förvaringsrum för de uppgrävda fornsakerna, utkastades, och tomt anskaffades för samlingarnas provisoriska uppställning i Bulak, Kairos hamnstad. Sin återstående levnad kan Mariette sägas ha tillbragt huvudsakligen i Egypten, där han på olika punkter av landet företog grävningar, stundom utan framgång, men dock alltid i överensstämmelse med en på förhand uppgjord plan.
Hans stoft vilar i Bulakmuseets trädgård, där en präktig vård, vartill medlen anskaffats genom offentlig subskription, bevarar hans minne. Även hans fädernestad har rest honom en stod. Mariette var bland annat ledamot av Franska institutet och fick titeln pascha.
De främsta av Mariette delvis eller fullständigt uppgrävda fornegyptiska minnesmärkena eller ruinsamlingarna – näst Serapeum, vilket räknas som på en gång hans vackraste fynd och en av de mest storartade arkeologiska upptäckterna under 1800-talet – är templen i Edfu, i Dendera, i Abydos, åtskilliga av det gamla Tebes helgedomar, särskilt de i Medinet Habu och Deir-el-Baheri, en stor del av det forna Memfis nu kända gravar vid Sakkara och Gise samt det forna Tanis (Sân).
En mängd smärre fornlämningar, steler, likkistor, statyer, figuriner, prydnads- och husgerådssaker, papyrer och så vidare bragtes även vid dessa grävningar i dagen och bildade huvudstommen i det av Mariette grundlagda storartade egyptiska museet i Kairo. Som forskare uträttade Mariette långt mindre än som upptäckare, och likväl efterlämnade han ett högst betydande litterärt bagage, bestående huvudsakligen av undersökningar i egyptisk arkeologi samt väldiga publikationer av inskrifter och bilder, hämtade från de ruincentra han genom grävning gjort tillgängliga för forskningen.
Mariettes huvudverk är Le Serapeum de Memphis (1857–1882), vars utgivning avslutades av Gaston Maspero, Abydos (3 band, 1870–1880), Dendera (6 band, 1870–1876), Karnak (1875), Deir-el-Baheri (1877) och Les papyrus égyptiens du Musée de Boulaq (3 band, 1871–1877). Hans efterlämnade papper inköptes av franska staten, med vars understöd delar av materialet utgavs. Postumt utkom exempelvis Les Mastabas de l'ancien empire (1882–1886).